# Никто этого не хочет
«Никто этого не хочет» (англ. Nobody Wants This) — американская романтическая комедия, созданная Эрин Фостер, с Кристен Белл, Адамом Броуди, Жюстин Люпе и Тимоти Саймонсом в главных ролях. Сюжет рассказывает об отношениях между нешаблонным раввином и женщиной-агностиком, которая ведёт подкаст о сексе. Премьера сериала состоялась 26 сентября 2024 года на Netflix. В октябре он был продлен на второй сезон, который должен выйти 23 октября 2025 года. Проект получил высокие оценки от критиков и был номинирован на «Золотой глобус» (комедия или мюзикл), отдельные номинации получили Кристен Белл и Адам Броуди.

## Сюжет
Сюжет сериала посвящён отношениям между нешаблонным американским раввином и женщиной-агностиком, которая ведет подкаст о сексе.

## В ролях
- Кристен Белл — Джоан, ведущая подкаста о сексе и знакомствах
- Адам Броуди — Ноа Роклов, раввин, с которым Джоан познакомила её лучшая подруга Эшли
- Жюстин Люпе — Морган, младшая сестра Джоан и соведущая подкаста
- Тимоти Саймонс — Саша Роклов, старший брат Ноа
- Стефани Фараси — Линн, мать Джоан и Морган
- Това Фелдшу — Бин Роклов, мать Ноа и Саши
- Пол Бен-Виктор — Илан Роклов, отец Ноа и Саши
- Джеки Тон — Эстер Роклов, жена Саши
- Эмили Арлук — Ребекка, еврейская невеста Ноа до Джоан
- Шерри Кола — Эшли, лучшая подруга Джоан и агент по подкастам
- Шайло Бирман — Мириам Роклов, дочь Саши и Эстер
- Стивен Тоболовски — раввин Коэн, главный раввин и начальник Ноа в синагоге

## Обзор сезонов
| Сезон | Серии | Серии | Даты показа      | Даты показа      |
| ----- | ----- | ----- | ---------------- | ---------------- |
| 1     | 10    | 10    | 26 сентября 2024 | 26 сентября 2024 |
| 2     | 10    | 10    | 23 октября 2025  | 23 октября 2025  |

## Производство
1 марта 2023 года было объявлено, что Netflix заказал сериал сочинённый Эрин Фостер на основе её собственного жизненного опыта. Тогда же появилась информация, что одну из главных ролей сыграет Кристен Белл, а Стивен Левитан выступит в качестве исполнительного продюсера. Вскоре в качестве дополнительных продюсеров были привлечены Белл, Стивен Левитан, Крейг Дигрегорио, Сара Фостер, Даниэль Стокдайк, Оли Обст и Джош Либерман. 15 мая 2024 года сериал получил название и дату релиза — 26 сентября 2024 года.
В апреле 2023 года было объявлено, что главную мужскую роль исполнит Адам Броуди. В январе 2024 года к актёрскому составу присоединились Жюстин Люпе, Тимоти Саймонс, Джеки Тон, Майкл Хичкок, Пол Бен-Виктор, Шерри Кола, Шайло Бирман, Стефани Фараси, Таня Реймонд и Това Фелдшух. В мае 2024 года появилась информация, что Эмили Арлук заменит Таню Раймонд в роли Ребекки.
10 октября 2024 года Netflix продлил сериал на второй сезон, который должен выйти 23 октября 2025 года, с Дженни Коннер и Брюсом Эриком Капланом в качестве новых шоураннеров, которые заменили Фостер и Дигрегорио соответственно.

## Отзывы критиков
Рейтинг сериала на сайте Rotten Tomatoes составляет 94% со средней оценкой 7.8/10 на основе 54 обзоров. Консенсус критиков гласит: «Вопреки своему названию, сериал обещает приятное времяпрепровождение благодаря чарующей химии между Кристен Белл и Адамом Броуди и философским размышлениям на тему межконфессионального романа». Оценка проекта на сайте Metacritic составляет 73 баллов из 100 на основе 27 рецензий, что приравнивается к статусу «всеобщее признание».